# Eternal Endless Infinity
Eternal Endless Infinity – debiutancki album symfoniczno/power metalowego zespołu Visions of Atlantis wydany 21 października 2002 roku nakładem wytwórni Napalm Records.
Bonusowe utwory "Lovebearing Storm", "Mermaid's Wintertale" i "Seduced Like Magic" ukazały się w 2000 roku na jedynym demie formacji pt. Morning in Atlantis.

## Lista utworów
Opracowano na podstawie materiału źródłowego.
1. "Intro" – 0:16
2. "Lovebearing Storm" – 5:24
3. "Silence" – 5:06
4. "Mermaid's Wintertale" – 3:11
5. "Lords of the Sea" – 5:06
6. "Seduced Like Magic" – 4:57
7. "Eclipse" – 6:17
8. "The Quest" – 5:38
9. "Chasing the Light" – 4:33
10. "Atlantis, Farewell..." – 3:47

Utwory bonusowe
- "Lovebearing Storm" (Demo) - 06:56
- "Mermaid's Wintertale" (Demo) - 03:28
- "Seduced Like Magic" (Demo) - 06:10